# Arrowhead Stadium
Arrowhead Stadium este un stadion din Kansas City, Missouri, Statele Unite ale Americii. Aici evoluează echipa Kansas City Chiefs din National Football League (NFL).
A fost construit în același timp cu stadionul vecin Kauffman, casa echipei Kansas City Royals din Major League Baseball, cele două arene formând împreună Complexul Sportiv Truman. Stadionul Arrowhead este utilizat din sezonul NFL din 1972 și este în prezent cel mai vechi stadion din AFC. Are o capacitate de 76.416 de locuri, fiind al 25-lea ca mărime stadion din Statele Unite și al patrulea ca mărime stadion din NFL. De asemenea, este cea mai mare arenă sportivă din punct de vedere al capacității din statul Missouri. O renovare de 375 de milioane de dolari a fost finalizată în 2010. Stadionul este programat să găzduiască meciuri pentru Cupa Mondială FIFA 2026 și a găzduit meciuri de fotbal american universitar, precum și alte meciuri de fotbal.
Stadionul a fost numit oficial GEHA Field at Arrowhead Stadium din martie 2021, în urma unui acord privind drepturile de denumire între GEHA și Chiefs. Acordul a început la începutul sezonului 2021 și se încheie în ianuarie 2031, odată cu expirarea contractelor de închiriere pentru Chiefs și Royals cu proprietarul Truman Sports Complex, Jackson County Sports Complex Authority.